# 韩国铁道公社200000系电力动车组
韩国铁道公社200000系幹線电力动车组（：／），又称干线电力动车组（：／；英语：Trunk line Electric Car，缩写TEC）是韩国铁道公社的一款特急型电力动车组，在京釜線、嶺東線和東海線运营。

## 概况
2003年韓國铁道公社決定在2020年前用电力动车组取代所有無窮花號客車的計劃，因此有之后200000系电力动车组的生產计划。200000系列车是交流電供電车辆，由日本日立制作所和韓國SLS重工业负责，200000系列车参考JR西日本683系電力動車組生产，是自1974年日本向韩国出口韩国铁道公社1000系电力动车组之后，時隔32年再次获得韓國鐵路車輛訂單。
2009年1月9日生产出第1辆车，在2009年2月6日开始试运行，后于2009年6月1日开始以Nuriro号名称运行于長項線首尔-新昌区间。200000系列车外涂装以白色为主，每节车厢共2对车门，为4辆编组，共8组，运营速度150km/h。原計畫完全取代无穷花号，但由于列车价格提升，后续未再引入，取代无穷花号计划並未執行。
200000系列车列车内部参考了无穷花号与683系電力動車組的设计，拥有液晶显示屏，在客室和驾驶室之间的玻璃是半透明的，整體座椅寬度和間距比无穷花号客車稍寬，並配有中間扶手和桌子，车厢出入口配備液壓升降裝置，可以适应高低站台乘降，但升降裝置上有重物时无法升降，因此如果有乘客站立在升降裝置上会影响乘降效率。200000系列车車頭設計和683系電力動車組相似。列车全部配属于饼店车辆基地。

## 编组
|          | 200000 ←首尔方向新昌、堤川方向→ |            |            |             |
| 車廂編號 | 1                               | 2          | 3          | 4           |
| 集電弓   |                                 | ＜         |            |             |
| 形式區分 | 20XX51 (Mc)                     | 20XX01 (T) | 20XX02 (T) | 20XX52 (Mc) |
| 动力单元 | 单元1                           | 单元1      | 单元1      | 单元1       |
| 其他設備 |                                 |            |            |             |
| 安裝機器 | VVVF,BT                         | Mtr,CP     | Mtr,CP     | VVVF,BT     |
| 車輛重量 |                                 |            |            |             |
| 載客量   |                                 |            |            |             |

範例
- VVVF：主控制裝置（VVVF變頻器）
- Mtr：主變壓器
- CP：電動空氣壓縮機
- BT：蓄電池

## 運用
Nuriro号是以200000系运行的列车的称呼，在一定程度上作为无穷花号列车的补充，2009年6月1日開始运营，原计划完全取代无穷花号。第3編組和第8編組曾作為觀光列車中部內陸循環列車，2020年8月19日中部內陸循環列車停運，第8編組改為開行觀光列車東海聖誕老人列車。由于韩国铁道公社后续未再引入200000系列车，以Nuriro号取代无穷花号的设想未能实现，Nuriro号目前主要在江原道、庆尚地区地方线路使用。

## 配属
- 饼店车辆基地：2001、2002、2004-2008

## 事故
2014年7月22日，第3編組(2003)中部内陸循環列車(o-train)在太白線文曲站與附近的韓國鐵道8200型電力機車相撞，事件中列車因車頭受到破壞而報廢。

## 图片

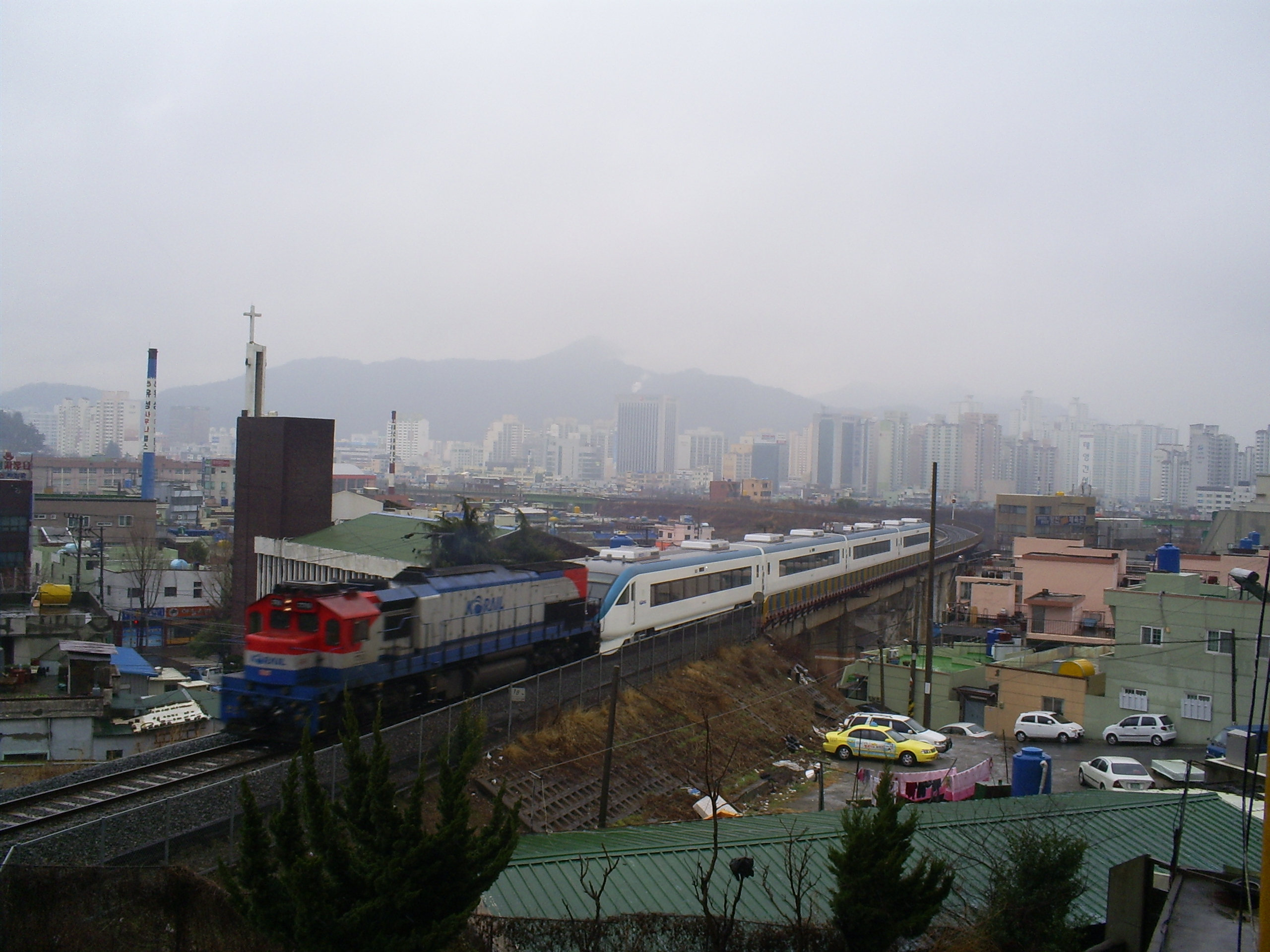
列车运送
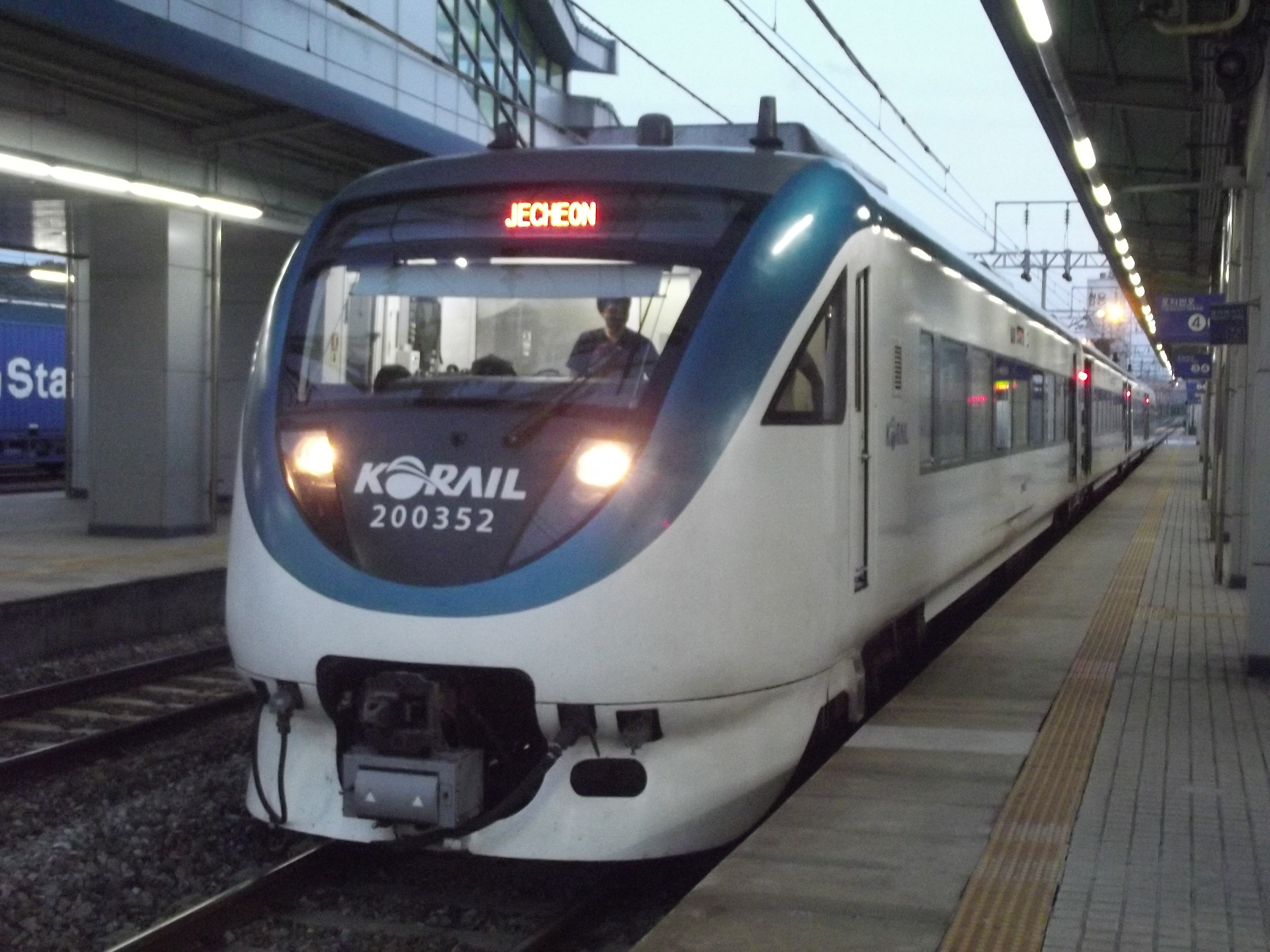
2013年忠北線運行200000系担当Nuriro號
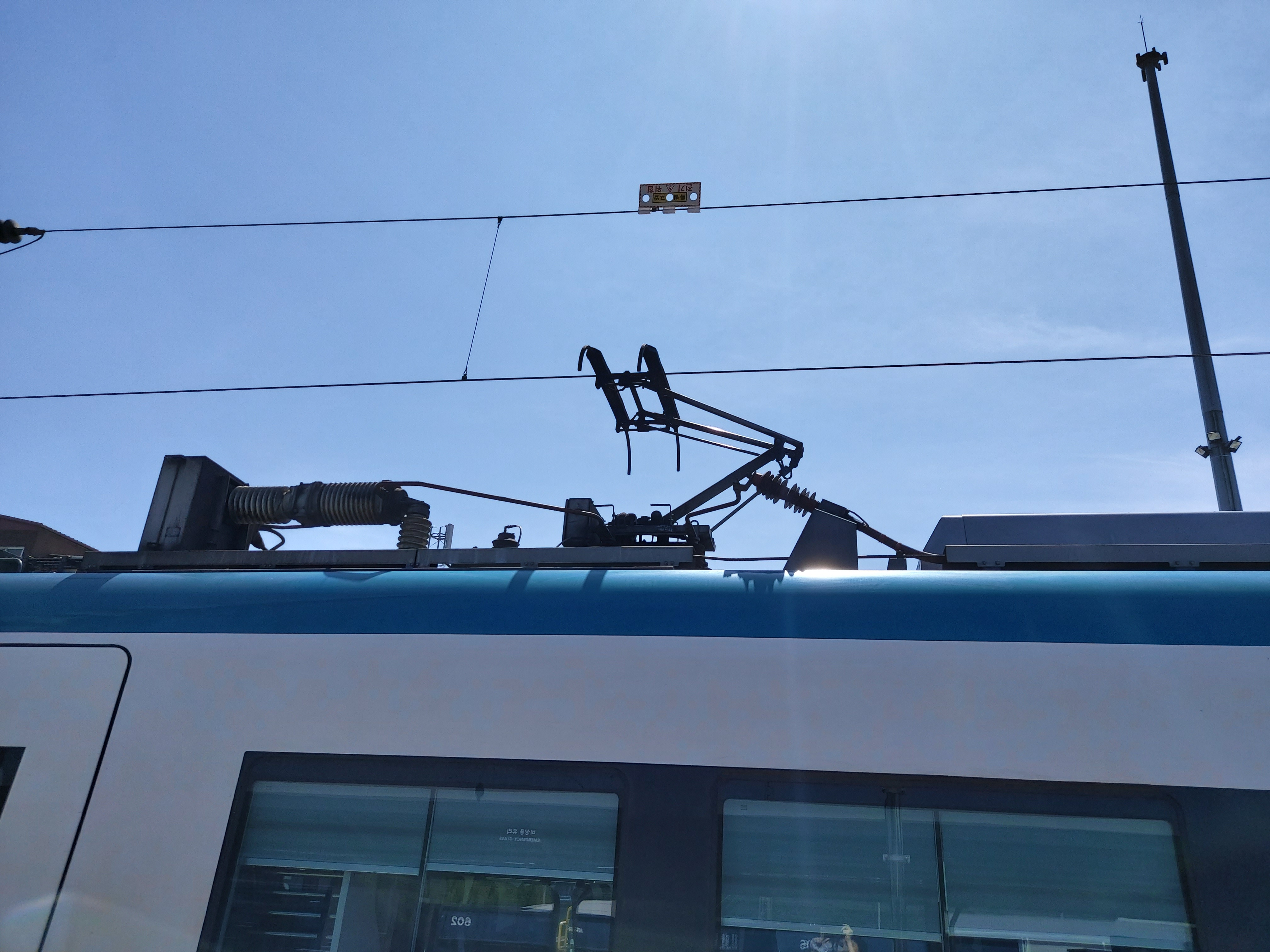
200000系的集電弓
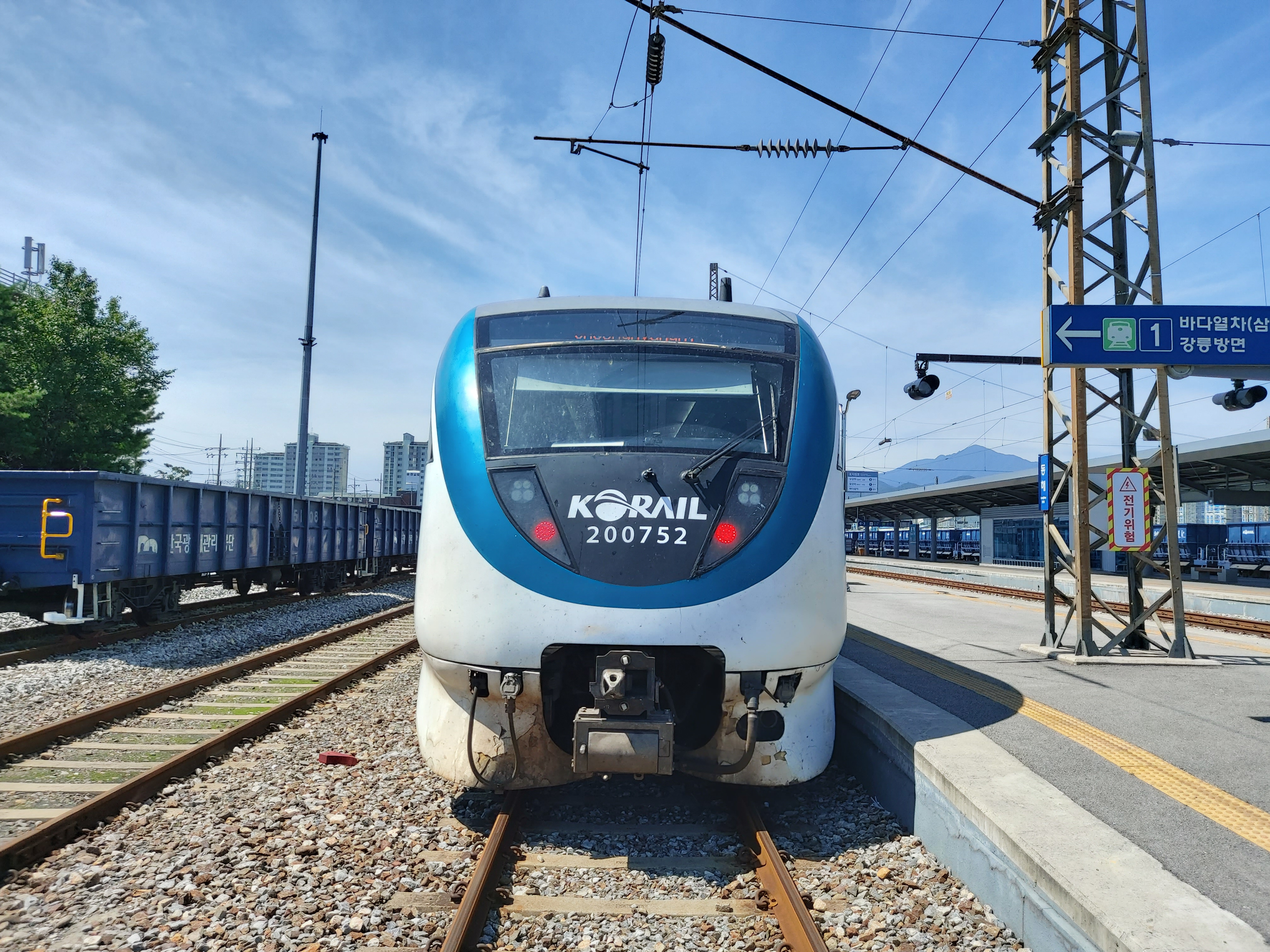
列车正面(2020年)
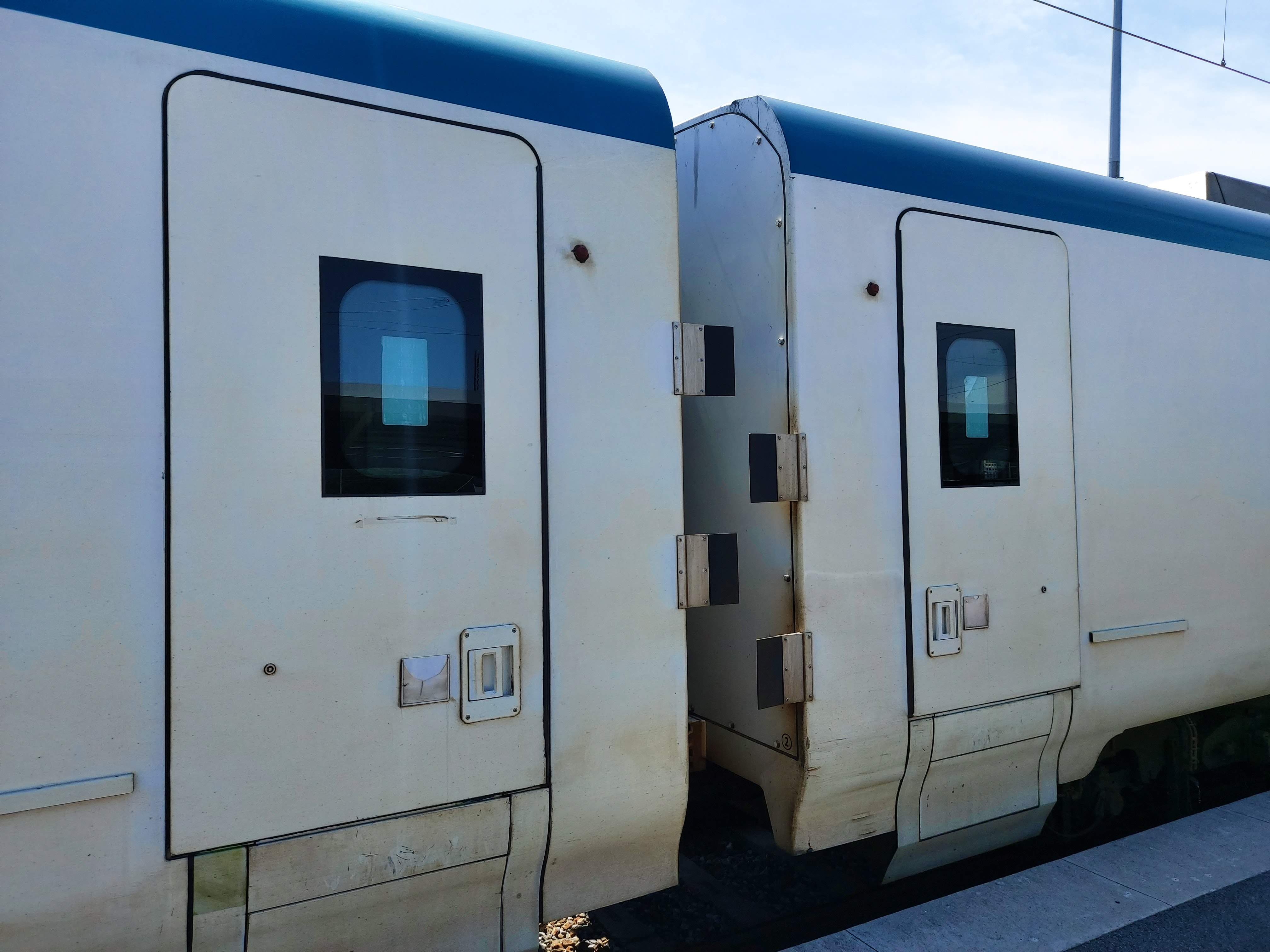
车门
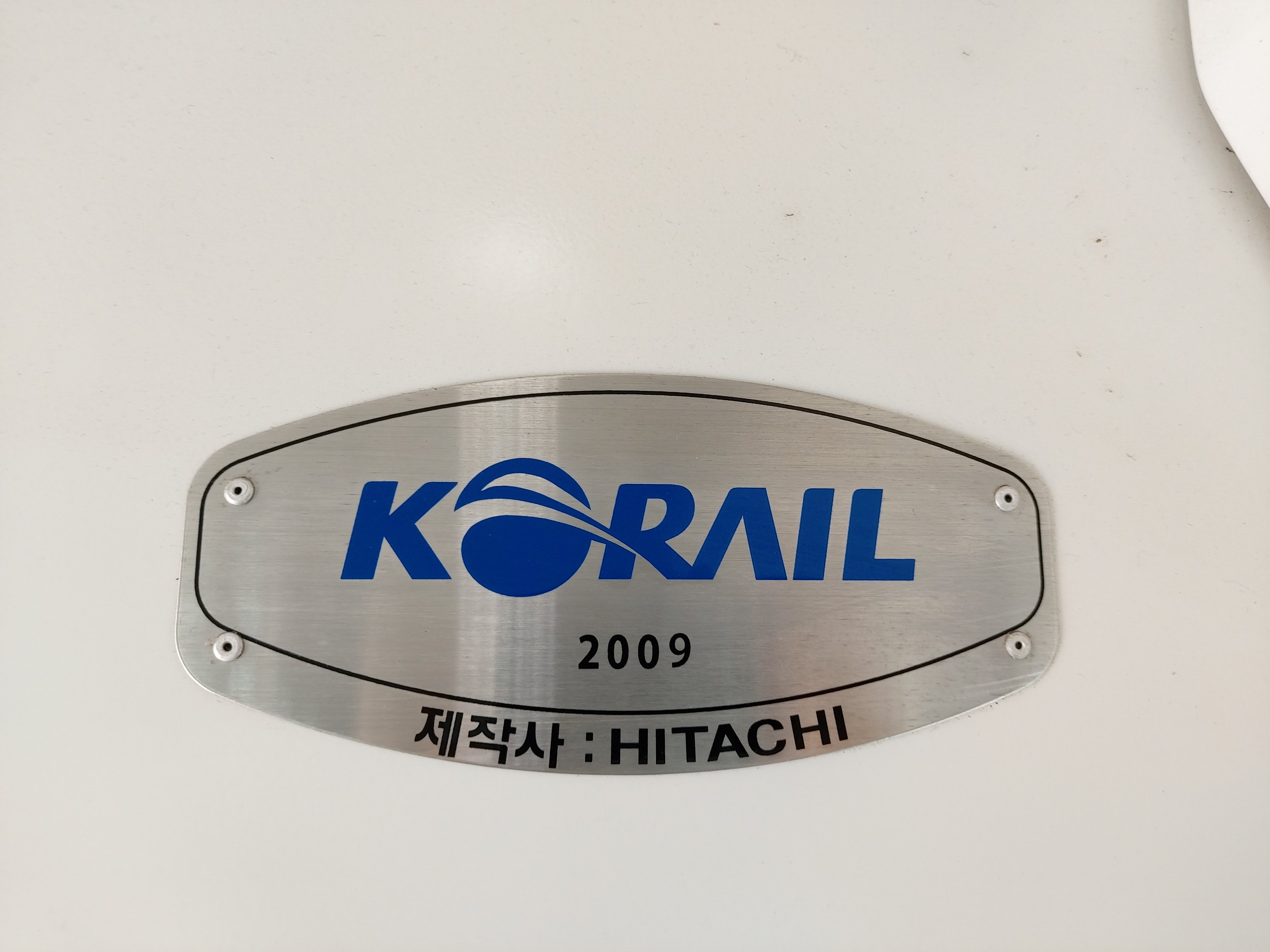
韩铁标志与製造商和製造年份
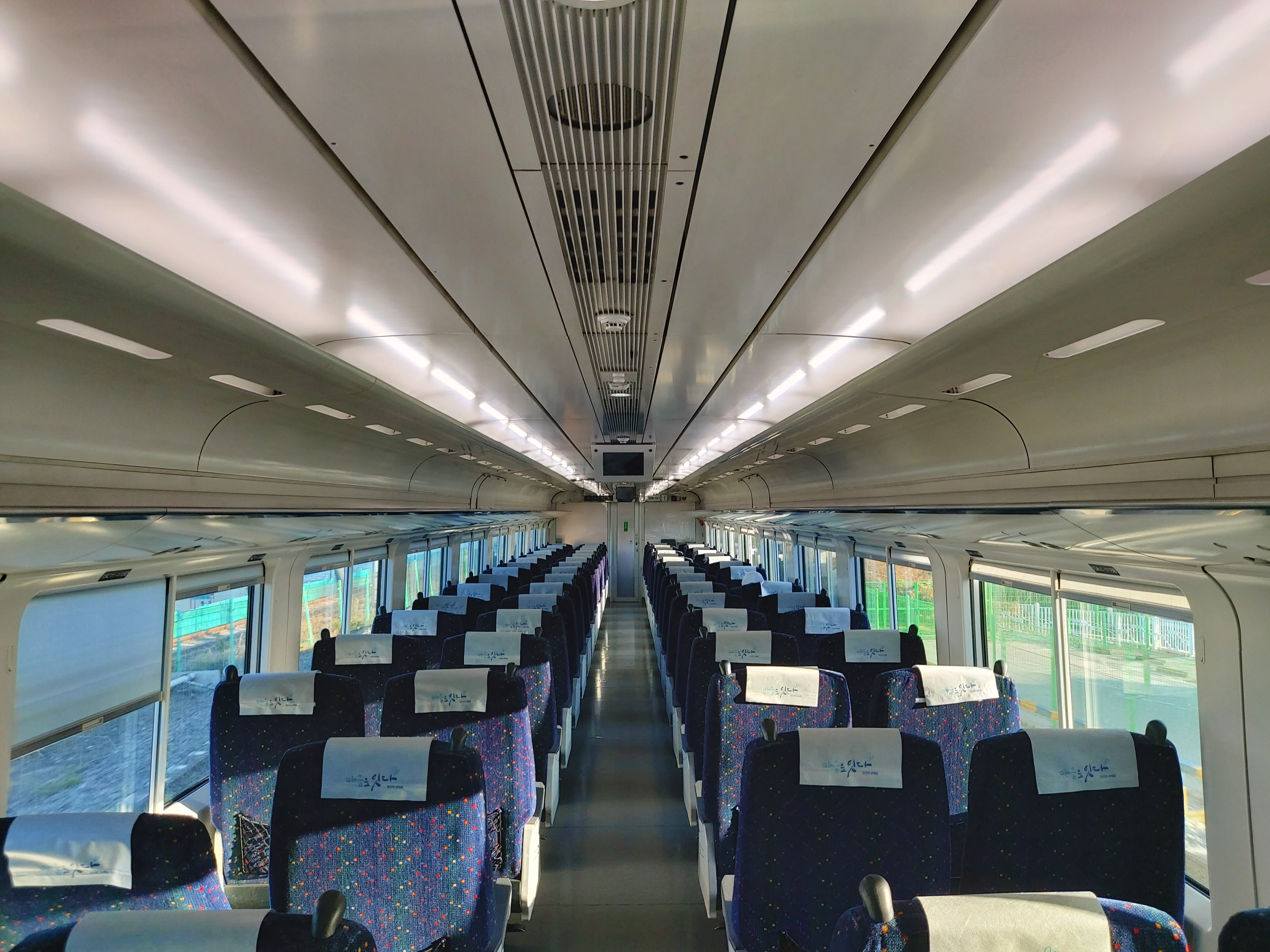
车厢内部
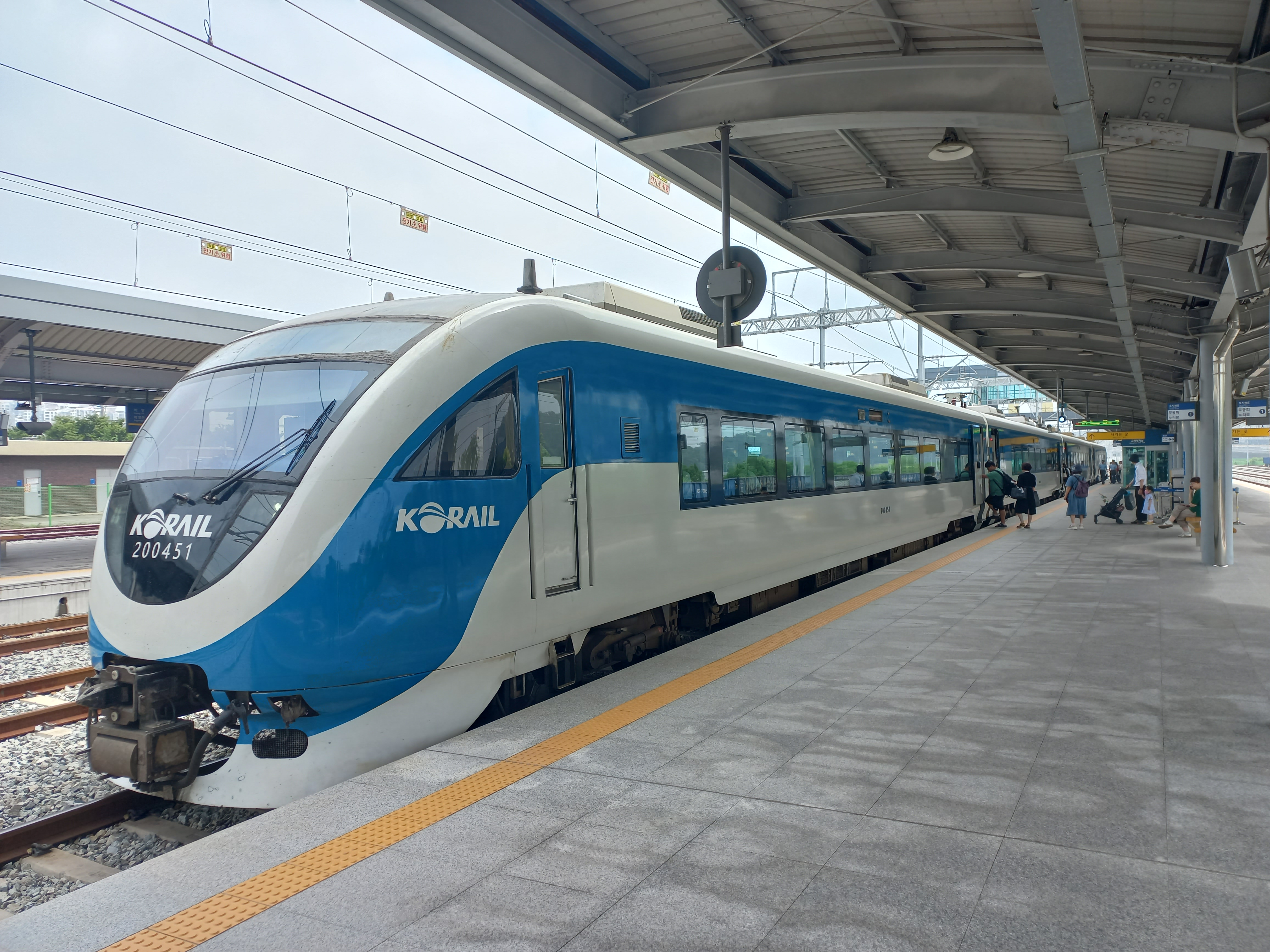
200000系新涂装 (2023年)